# 篾厂乡
篾厂乡，是中华人民共和国云南省文山壮族苗族自治州马关县下辖的一个乡镇级行政单位。

## 行政区划
篾厂乡下辖以下地区：
篾厂村、岩头村、大吉厂村、靛坡村、桂皮山村、大新寨村、老门寨村和大丫口村。